# 윤여표
윤여표(尹汝杓, 1956년 1월 24일 ~ )는 대한민국의 공무원이다.
1986년 충북대학교에 교수로 부임한 이후 약학대학 학장, 약품자원개발연구소 소장 등을 지냈다.
식품의약품안전청(식약청) 청장과 오송첨단의료산업진흥재단 이사장을 역임하였고,
2014년 제20대 충북대학교 총장을 역임한 후 2021년 제9대 대전대학교 총장에 취임하였다.

## 학력
- 1974년 대전고등학교 졸업
- 1980년 서울대학교 제약학과 졸업
- 1982년 서울대학교 대학원 약학석사 졸업
- 1986년 서울대학교 대학원 약학박사 졸업
- 1988년 ~ 1990년 미국 국립보건원(NIH) 방문연구원(Visiting fellow, Post-Doc)

## 상세경력
| 기간                     | 내용                                                                   |
| ------------------------ | ---------------------------------------------------------------------- |
| 1986년 ~ 1990년 9월      | 충북대학교 약학대학 약학과 조교수                                      |
| 1990년 10월 ~ 1995년 9월 | 충북대학교 약학대학 약학과 부교수                                      |
| 1995년 10월 ~ 2021년 2월 | 충북대학교 약학대학 약학과 교수                                        |
| 1996년 1월 ~ 2000년 1월  | 보건복지부 중앙약사심의위원회 심의위원                                 |
| 1997년 1월 ~ 1998년 12월 | 대한약학회 편집간사, 한국실험동물학회 평의원                           |
| 2000년 1월               | 한국환경독성학회(현 환경독성보건학회) 이사                             |
| 2000년 5월 ~ 2002년 5월  | 충북대학교 약학대학 학장                                               |
| 2001년 1월 ~ 2002년 12월 | 대한약학회 부회장, 한국독성학회 기획간사                               |
| 2003년 1월 ~ 2004년 12월 | 국립과학수사연구소(국과수) 자문위원, 한국식품위생안전성학회 학술위원장 |
| 2003년 1월 ~ 2005년 1월  | 한국혈전지혈학회 4기 무임소이사                                        |
| 2004년 1월 ~ 2006년 1월  | 충북대학교 약품자원개발연구소 소장                                     |
| 2004년 4월 ~ 2005년 3월  | 한국학술진흥재단 학술연구심사평가위원                                  |
| 2005년 1월 ~ 2007년 1월  | 한국혈전지혈학회 5기 학술위원회 위원                                   |
| 2005년 7월 ~ 2006년 12월 | 대한민국 식품의약품안전청 자문위원                                     |
| 2007년 1월 ~ 2008년 12월 | 제9대 한국식품위생안전성학회 부회장                                    |
| 2008년 3월 ~ 2010년 4월  | 제9대 대한민국 식품의약품안전청 청장                                   |
| 2009년 1월               | 한국식품위생안전성학회 자문위원                                        |
| 2011년 2월 ~ 2014년 1월  | 제1대 오송첨단의료산업진흥재단 이사장                                  |
| 2014년 8월 ~ 2018년 8월  | 제10대 충북대학교 총장                                                 |
| 2015년 9월               | 전국거점국립대학교총장협의회 회장                                      |
| 2016년 3월               | 교육부 정책자문위원회 부위원장                                         |
| 2017년 1월 ~ 2017년 12월 | 전국국·공립대학교총장협의회 회장                                       |
| 2017년 4월 ~ 2018년 4월  | 한국대학교육협의회 부회장                                              |
| 2021년 3월 ~ 2022년 10월 | 대전대학교 총장                                                        |
| 2023년 9월 ~             | 충청북도 지방시대위원회 위원장                                         |

## 주요상훈
- 2002년 한국과학기술단체총연합회 과학기술우수논문상 표창
- 2012년 황조근정훈장(2등급)
- 2016년 대한약학회 특별 공로상
- 2017년 TV조선 주최 '한국의 영향력있는 CEO' 인재경영부문

| 전임 김명현 | 제9대 식품의약품안전청장 2008년 3월 8일 ~ 2010년 4월 1일 | 후임 노연홍 |

|  | 제1대 오송첨단의료산업진흥재단 이사장 2011년 3월 1일 ~ 2014년 1월 31일 | 후임 선경 |

| 전임 김승택 | 제10대 충북대학교 총장 2014년 8월 20일 ~ 2018년 8월 19일 | 후임 김수갑 |